# Манковце
Манковце (слч. Mankovce) насељено је мјесто са административним статусом сеоске општине (слч. obec) у округу Злате Моравце, у Њитранском крају, Словачка Република.

## Становништво
| Година:    | 1994. | 2004.   | 2014.   | 2024.   |
| ---------- | ----- | ------- | ------- | ------- |
| Број људи: | 535   | 539     | 535     | 510     |
| Разлика:   |       | +0,74 % | -0,74 % | -4,67 % |

| Година:    | 2023. | 2024.   |
| ---------- | ----- | ------- |
| Број људи: | 516   | 510     |
| Разлика:   |       | -1,16 % |

Према подацима о броју становника из 2011. године насеље је имало 531 становника.